# KNVB-Pokal 1911/12
Der KNVB-Pokal 1911/12 war die 14. Auflage des niederländischen Fußball-Pokalwettbewerbs. Pokalsieger wurde Vorjahresfinalist HFC Haarlem. Das Team setzte sich im Finale gegen Vitesse Arnheim durch.

## Modus
Alle Begegnungen wurden in einem Spiel ausgetragen. Bei unentschiedenem Ausgang wurde zur Ermittlung des Siegers eine Verlängerung von zweimal 7½ Minuten gespielt. Stand danach kein Sieger fest, folgte eine weitere Verlängerung von zweimal 7½ Minuten. War danach immer noch keine Entscheidung gefallen, kam der Auswärtsverein in die nächste Runde.

## 1. Runde
| Datum      |                       | Ergebnis  |                        |
| ---------- | --------------------- | --------- | ---------------------- |
| 03.09.1911 | Vlaardingsche FC      | 3:5       | DSV Concordia Delft    |
| 03.09.1911 | DEC Amsterdam         | 0:2       | Wilhelmina Vooruit     |
| 03.09.1911 | Alcmaria Victrix      | 4:0       | ZVV Zaandam            |
| 03.09.1911 | Zaanlandsche FC       | 1:2       | LAC Frisia Leeuwarden  |
| 03.09.1911 | EMM Middelburg        | 0:4       | HVV Hengelo            |
| 03.09.1911 | UVV Utrecht           | 5:0       | AFC Quick 1890         |
| 03.09.1911 | VVV-Venlo             | 2:5       | AFC Amsterdam          |
| 03.09.1911 | SV Kampong            | 6:0       | AVV Amsterdam          |
| 03.09.1911 | ODO Arnheim           | 2:0       | Haarlemse FC EDO       |
| 03.09.1911 | GVV Forward Groningen | 3:2       | Fortuna Vlaardingen    |
| 03.09.1911 | Hollandia Hoorn       | 05:0 1    | Meppeler VV            |
| 03.09.1911 | RVB Amsterdam         | 02:13     | Achilles 1894          |
| 03.09.1911 | AVC Appeldoorn        | 1:8       | Rapiditas Weesp        |
| 03.09.1911 | VV De Spartaan        | 3:2       | Zandvoortsche VV       |
| 03.09.1911 | MVV Maastricht        | 1:0       | ’t Zesde Breda         |
| 03.09.1911 | Be Quick 1887         | 12:00     | USC Rotterdam          |
| 03.09.1911 | Be Quick Zutphen      | 11:00     | Rapiditas Hilversum    |
| 03.09.1911 | Victoria Hilversum    | 1:1 n. V. | Amstel Watergraafsmeer |
| 03.09.1911 | RFC Rotterdam         | 7:1       | ZVV Zeist              |
| 03.09.1911 | DOS Utrecht           | 1:2       | TOP Gouda              |
| 03.09.1911 | SVV Schiedam          | 0:2       | Zeelandia Middelburg   |
| 03.09.1911 | BVC Bloemendaal       | 0:4       | HVV Tubantia           |
| 10.09.1911 | Willem II Tilburg     | 05:0 2    | Heracles Almelo        |
|            | DOSB Amsterdam        | Freilos   |                        |

## Zwischenrunde
| Datum      |                        | Ergebnis  |                       |
| ---------- | ---------------------- | --------- | --------------------- |
| 10.09.1911 | LAC Frisia Leeuwarden  | 0:3       | RFC Rotterdam         |
| 10.09.1911 | DSV Concordia Delft    | 05:0 1    | Hollandia Hoorn       |
| 10.09.1911 | Achilles 1894          | 05:0 1    | DOSB Amsterdam        |
| 10.09.1911 | Zeelandia Middelburg   | 4:2       | UVV Utrecht           |
| 10.09.1911 | TOP Gouda              | 3:8       | SV Kampong            |
| 10.09.1911 | HVV Hengelo            | 6:1       | Be Quick 1887         |
| 10.09.1911 | Rapiditas Weesp        | 2:0       | VV De Spartaan        |
| 10.09.1911 | Amstel Watergraafsmeer | 3:3 n. V. | Be Quick Zutphen      |
| 10.09.1911 | HVV Tubantia           | 14:00     | GVV Forward Groningen |
| 10.09.1911 | Alcmaria Victrix       | 3:3 n. V. | Wilhelmina Vooruit    |
| 10.09.1911 | ODO Arnheim            | 1:2       | MVV Maastricht        |
| 10.09.1911 | Willem II Tilburg      | 1:5       | AFC Amsterdam         |

## 2. Runde
Teilnehmer: Die zwölf Sieger der 2. Runde und neun Teams aus der Meisterschaft 1911/12
| Datum      |                      | Ergebnis |                     |
| ---------- | -------------------- | -------- | ------------------- |
| 17.09.1911 | Quick 1888           | 3:2      | DSV Concordia Delft |
| 17.09.1911 | SV Kampong           | 2:5      | Koninklijke HFC     |
| 17.09.1911 | Achilles 1894        | 7:0      | Ajax Amsterdam      |
| 17.09.1911 | Vitesse Arnheim      | 3:0      | MVV Maastricht      |
| 17.09.1911 | Go Ahead Deventer    | 3:1      | RFC Rotterdam       |
| 17.09.1911 | Zeelandia Middelburg | 2:6      | HFC Haarlem         |
| 17.09.1911 | HVV Hengelo          | 2:4      | HBS Craeyenhout     |
| 17.09.1911 | Rapiditas Weesp      | 5:1      | Wilhelmina Vooruit  |
| 17.09.1911 | BVV Wilhelmina       | 2:9      | AFC Amsterdam       |
| 17.09.1911 | Be Quick Zutphen     | 0:4      | HVV Tubantia        |
|            | VOC Rotterdam        | Freilos  |                     |

## Zwischenrunde
| Datum      |                   | Ergebnis  |                 |
| ---------- | ----------------- | --------- | --------------- |
| 03.12.1911 | VOC Rotterdam     | 4:1       | HVV Tubantia    |
| 03.12.1911 | Go Ahead Deventer | 3:1       | Rapiditas Weesp |
| 03.12.1911 | Koninklijke HFC   | 9:5       | Achilles 1894   |
| 03.12.1911 | Dordrechtsche FC  | 0:0 n. V. | Vitesse Arnheim |
| 31.12.1911 | HFC Haarlem       | 6:1 1     | Quick 1888      |
|            | Quick 1888        | Freilos   |                 |
|            | AFC Amsterdam     | Freilos   |                 |
|            | HBS Craeyenhout   | Freilos   |                 |

## Viertelfinale
| Datum      |                 | Ergebnis |                   |
| ---------- | --------------- | -------- | ----------------- |
| 31.12.1911 | VOC Rotterdam   | 5:0      | Quick 1888        |
| 31.12.1911 | Vitesse Arnheim | 1:0      | Go Ahead Deventer |
| 31.12.1911 | HBS Craeyenhout | 3:1      | AFC Amsterdam     |
| 31.03.1912 | Koninklijke HFC | 2:5      | HFC Haarlem       |

## Halbfinale
| Datum      |               | Ergebnis |                 |
| ---------- | ------------- | -------- | --------------- |
| 19.05.1912 | HFC Haarlem   | 3:2      | HBS Craeyenhout |
| 19.05.1912 | VOC Rotterdam | 1:3      | Vitesse Arnheim |

## Finale
| HFC Haarlem                                | HFC Haarlem | Vitesse Arnheim | Vitesse Arnheim |
| ------------------------------------------ | --- | --- | --------------- |
| HFC Haarlem                                | \| 26. Mai 1912 in Oud Roosenburgh, Amsterdam \| \| Ergebnis: 2:0 (1:0) \| \| Schiedsrichter: Sam Bronkhorst \| \| Spielbericht \|                                       | \| 26. Mai 1912 in Oud Roosenburgh, Amsterdam \| \| Ergebnis: 2:0 (1:0) \| \| Schiedsrichter: Sam Bronkhorst \| \| Spielbericht \| | Vitesse Arnheim |
| HFC Haarlem                                | Jan Scholte – Nico de Wolf, Karel Koster – Gerrit Bouwmeester, Bert Healey sr., Charles Wilhelm – Jan Bakker, Martien Houtkooper, Jan Oostenbroek, Jur Haak, Albert Haak | Just Göbel – Holtus, V.d. Hout – Barends, Van Laar sr., Van Laar jr. – Witkop, Witteveen, Staal, Sanders, Lingbeek                 | Vitesse Arnheim |
| HFC Haarlem                                | 1:0 Martien Houtkooper (44.) 2:0 Martien Houtkooper (50.) | | Vitesse Arnheim |
| 26. Mai 1912 in Oud Roosenburgh, Amsterdam | | |                 |
| Ergebnis: 2:0 (1:0)                        | | |                 |
| Schiedsrichter: Sam Bronkhorst             | | |                 |
| Spielbericht                               | | |                 |